# 平田 (三木市)
平田（ひらた）は、兵庫県三木市の大字。旧・美嚢郡久留美村大字平田。旧・美嚢郡三木町大字平田。一部住居表示実施。郵便番号は673-0405。

## 地理

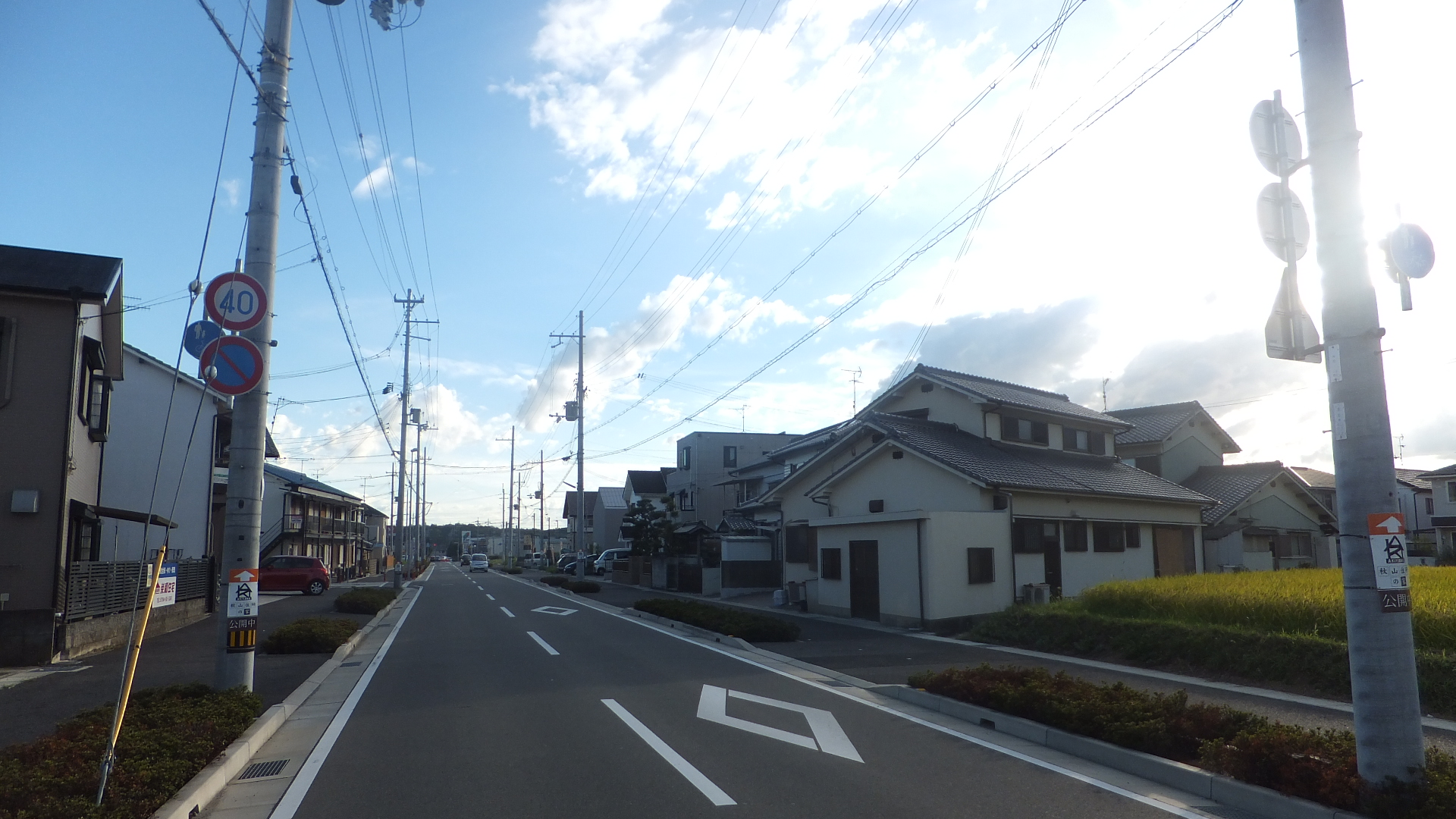
かつては保留地であったが、処分して開発された住宅地

久留美地区の西側、美嚢川中流右岸の丘陵地と山地に位置する。一丁目・二丁目と丁目なしの地域があり、そのうち平田一丁目と二丁目は保留地であったが、保留地を処分して後に宅地開発された。元々は平田村であり、天正時代は三木合戦の時には平田山や当地が豊臣秀吉の陣所になり、合戦終了後は平田五郎太夫昌門によって拓け、村が栄えた。由来は平坦な地で集落が有り、田地が多くあったことから名付けられた。東側は加佐・西側は大村・南側は末広・北側は小野市匠台と接する。

### 住居表示実施区域（保留地処分地域）
平田一丁目と二丁目であり、かつては保留地であったが、保留地を処分して、2004年度から「平田土地区画整理事業宅地」として9.9haの用地を利用して、開発を計画し、2010年度に完成し、2010年11月10日に竣工式を開催した。

### 住居表示未実施区域
大村に接している西側は商業地と住宅地、南側は住宅地と農地が混在するが、小野市との境界に接している北側は山地であり、山陽自動車道の南側の谷間に大小の池が多く存在する。

## 歴史

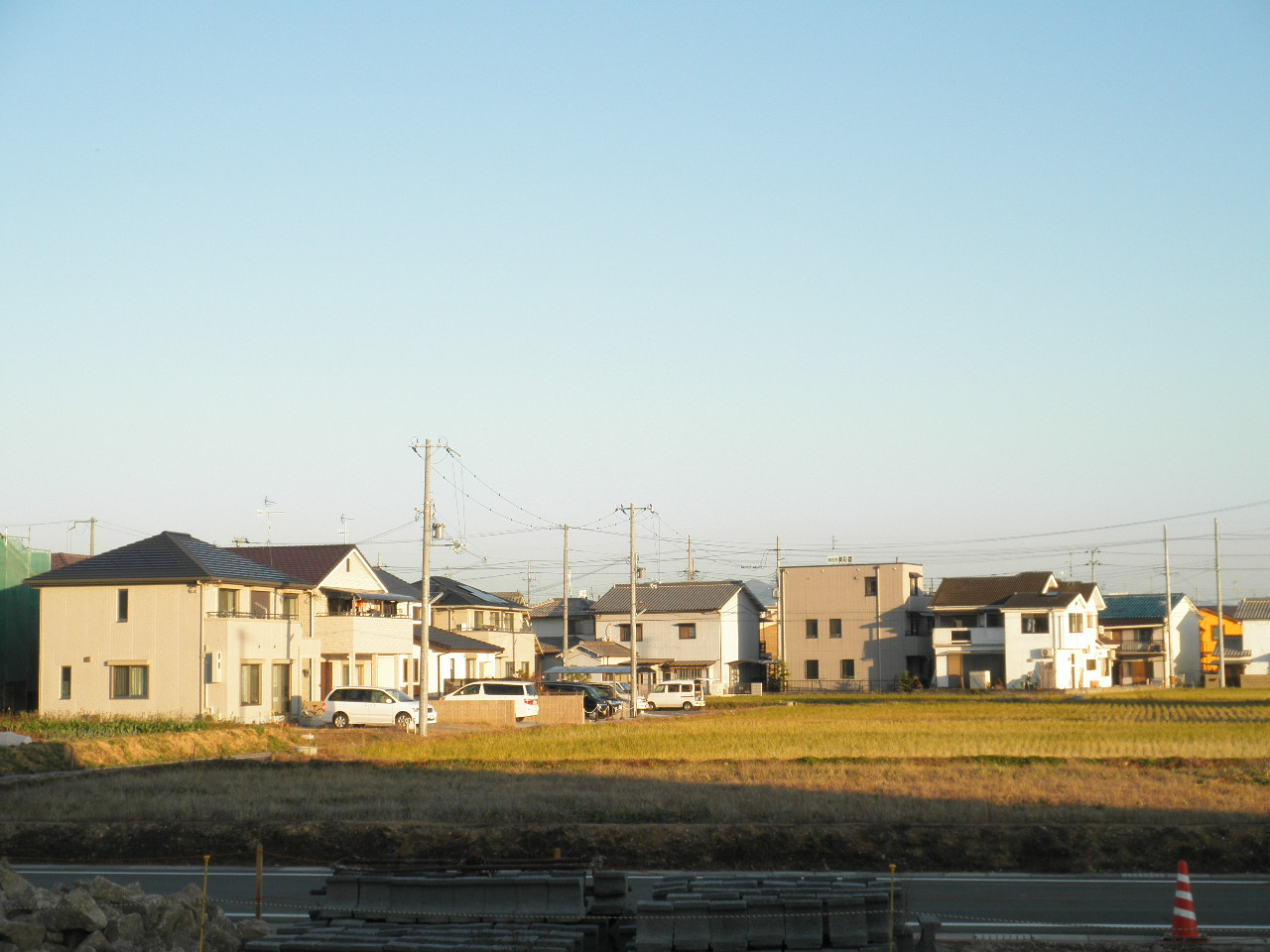
かつては保留地であったが、処分して開発されたばかりの住宅地
2010年12月4日撮影

### 沿革
- 1951年3月15日 - 三木町に編入され、三木町大字平田になる。[3][4]
- 1954年6月1日 - 三木市を新設し、三木市平田になる。[3][4][9]
- 2010年11月10日 - 保留地を処分した場所で「平田土地区画整理事業宅地」竣工式を開催する。[2][8]

### 字域の変遷
| 実施前                 | 実施年        | 実施後               |
| ---------------------- | ------------- | -------------------- |
| 美嚢郡久留美村大字平田 | 1951年3月15日 | 美嚢郡三木町大字平田 |
| 美嚢郡三木町大字平田   | 1954年6月1日  | 三木市平田           |

## 交通

### 鉄道
- 神戸電鉄粟生線（通過のみ）[7]

### バス
- 神姫バス
  - 西脇急行線
  - 恵比須快速線　一部が当該区域内にある三木営業所を発着点とする
- みっきぃバス

他路線についての詳細は下記三木営業所の項目を参照のこと

### 道路
- 山陽自動車道
  - 三木サービスエリア（一部が跨いでいる）
- 兵庫県道23号三木宍粟線（旧・国道175号（国道427号重複））
- 兵庫県道360号正法寺三木停車場線

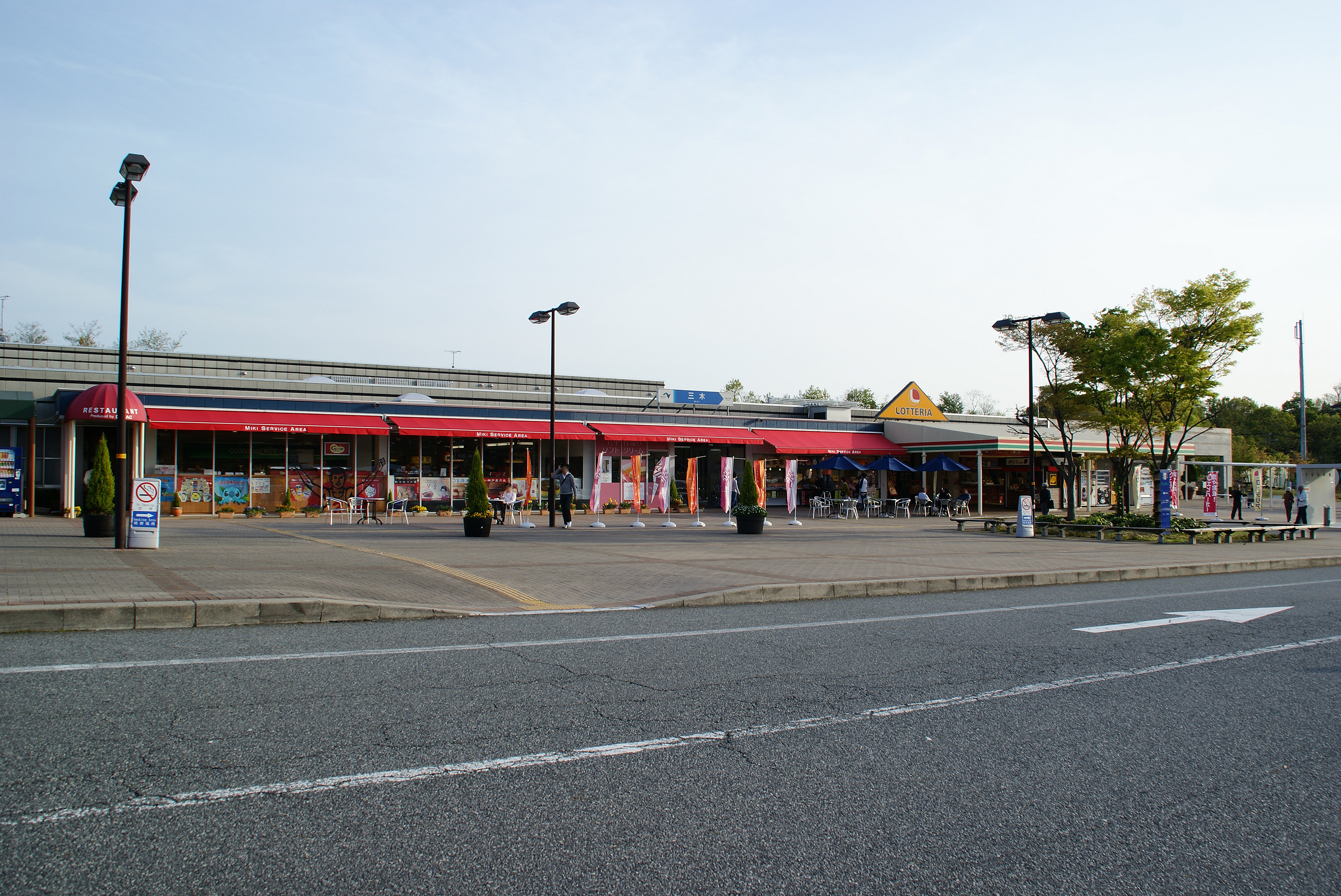
三木サービスエリア
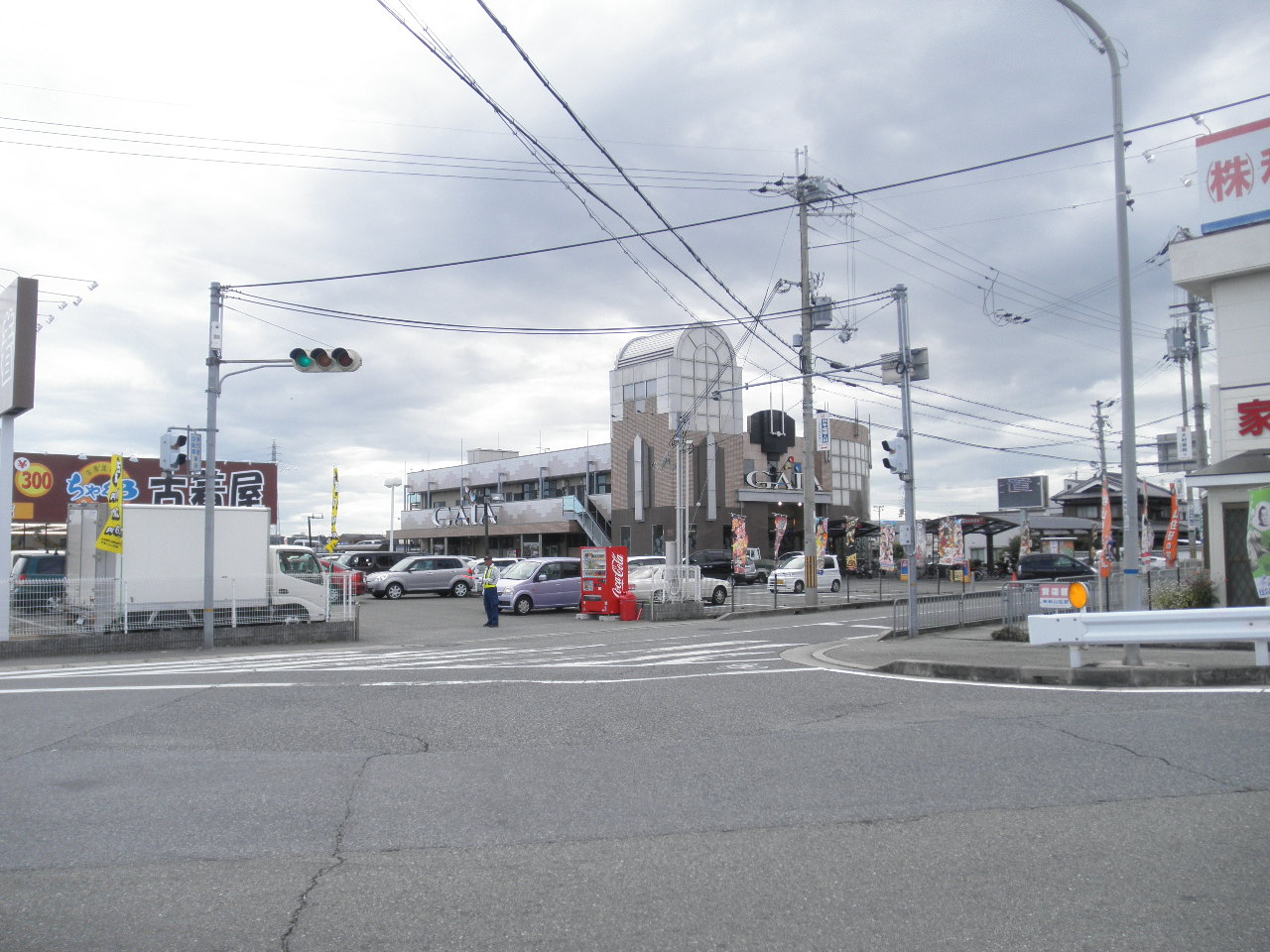
兵庫県道360号正法寺三木停車場線

## 施設

### 住居表示実施区域
- フレッシュバザール三木平田店（平田二丁目）
- コメダ珈琲店三木平田店(平田二丁目）
- ウエルシア三木平田店(平田二丁目）

### 住居表示未実施区域
- 三木市立平田幼稚園[7]
- 神姫バス三木営業所（字足田）[7]
- ココカラファイン三木店
- メガネストアー三木店
- 神戸トヨペット三木店
- 兵庫県立工業技術センター機械金属工業技術支援センター[7] - 閉鎖済み、跡地は三木警察署に
- 平田公民館
- 大歳神社[7]
- 老人ホーム さつき園[7]
- 三木警察署 - 兵庫県立工業技術センター機械金属工業技術支援センター跡地に建設
- 三木市立平田小学校
- 古着屋さん ちゃくちゃくちゃく三木店

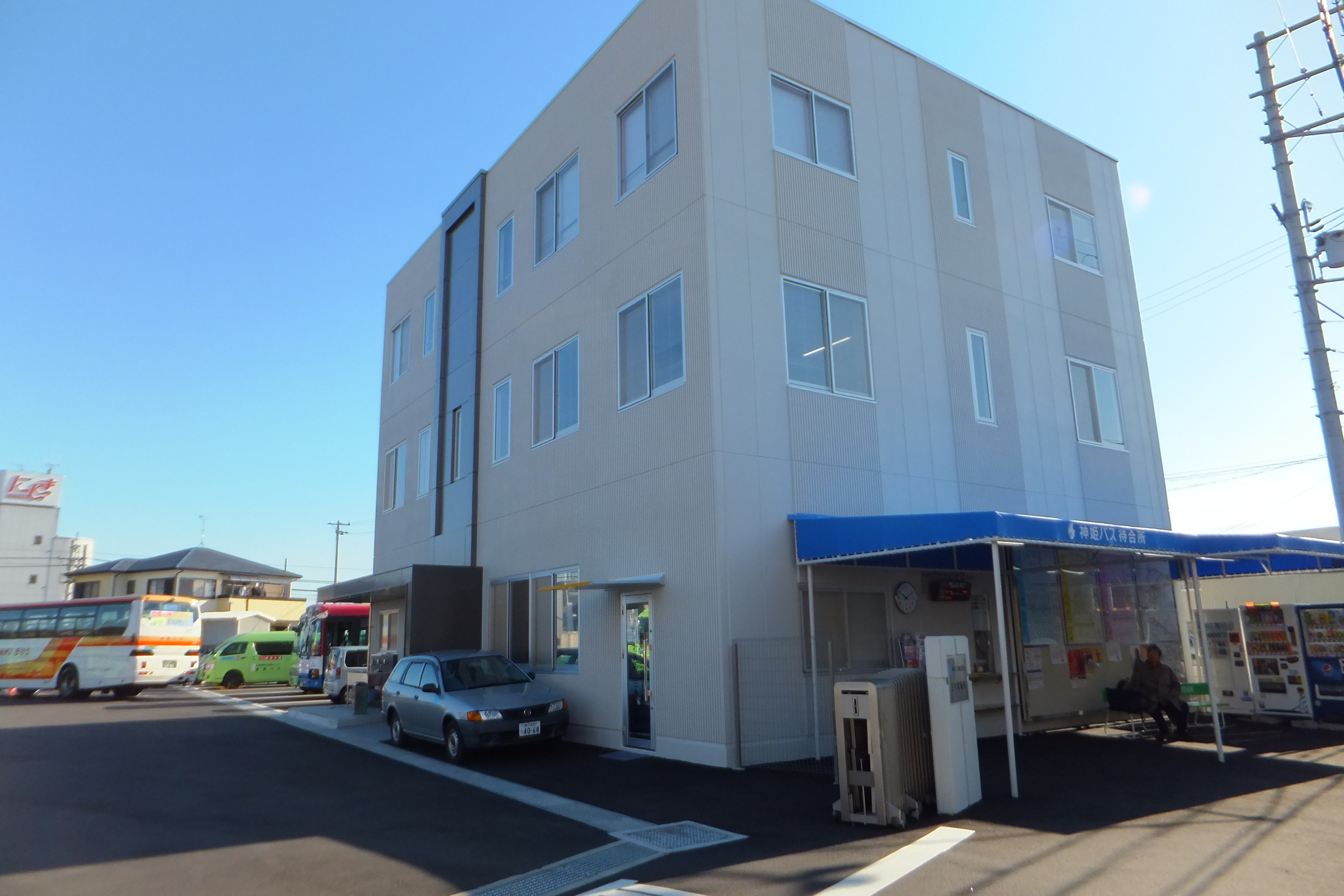
神姫バス三木営業所

## 小・中学校の学区
| 大字 | 番地 | 小学校             | 中学校             |
| ---- | ---- | ------------------ | ------------------ |
| 平田 | 全域 | 三木市立平田小学校 | 三木市立三木中学校 |